# 小行星19308
小行星19308（(19308) 1996 TO66）是一个海王星外天体，1996年由乍德·特魯希略、大卫·朱维特，以及刘丽杏三名天文学家发现。在小行星20000发现前，小行星19308是柯伊伯带已发现天体中第二大的，直径推测约200千米或约529千米，但一定小于902千米。小行星19308是妊神星族碰撞家族的一员，物理组成和妊神星相似，拒信起源于过去两颗天体碰撞时喷出的地幔。